# Möbelfolierung

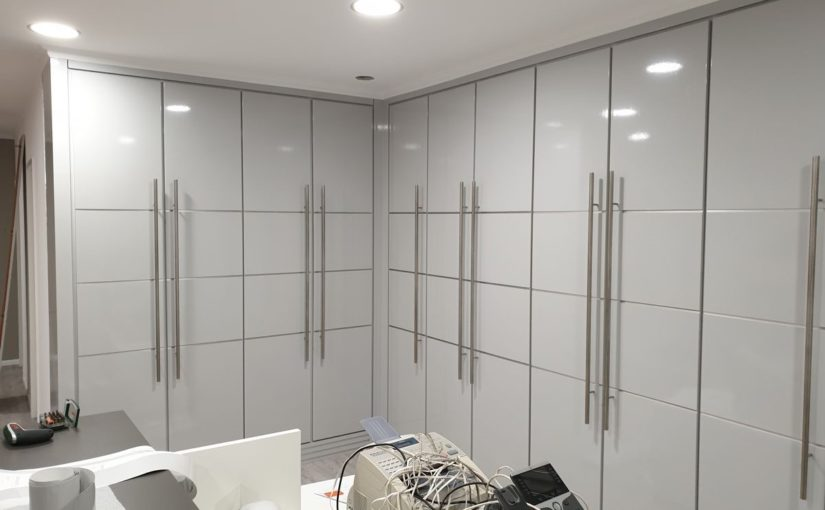
Büroschränke von Holzoptik in ein helles modernes Grau foliert

Unter einer Möbelfolierung ist das Bekleben eines Möbelstückes mit einer strapazierfähigen Kunststofffolie zu verstehen. Aus der Furniertechnik abgeleitet, ist die Idee der Folierung von Möbelstücken eine nachträgliche Um- oder Neugestaltung der Einrichtung. Privatleute und Geschäftsbetriebe nutzen selbstklebende Möbelfolie zur Umsetzung individueller Vorstellungen oder vorgegebener Corporate-Identity-Merkmale.

## Begriff
Eine Folierung beschreibt ganz allgemein das Bekleben von Gegenständen mit einer Selbstklebefolie. Neben der Folierung von Möbelstücken gehört die Fahrzeugvollverklebung zu den bekanntesten Formen einer Folierung. Abgeleitet ist der Begriff von dem Verb „folieren“, das die Tätigkeit der Folienverklebung beschreibt.

## Herkunft
Möbelfolie wird bereits seit vielen Jahren in der Möbelherstellung eingesetzt. Aus der Furniertechnik stammend, werden anstelle von dünnen Echtholzplatten speziell entwickelte Folien auf die Holzwerkstoffe gepresst. Die so genannte Finishfolie stellt die Folienoberfläche in sämtlichen Echtholzarten optisch und teilweise auch haptisch realitätsnah nach. Des Weiteren ist die Gestaltung neuer Kreationen für Oberflächenstrukturen möglich.

## Folieneigenschaften
Mit einer Stärke von mindestens 150 µ und häufig aus PVC, ist die Folie hitzebeständig und wasserabweisend. Die Folie kann durch manuelle Hitzeeinwirkung verformt werden, um zum Beispiel sauber um Kanten gelegt zu werden.

## Folierungsablauf
Vor allem die vorangehende Reinigung bzw. Entfettung spielt eine große Rolle für die dauerhafte Haftung der Folie auf dem Möbelstück. Sie gewährleistet einen fettfreien Untergrund für die Klebefläche. Anschließend folgt das Justieren einzelner Zuschnitte auf das zu verklebende Element. Abhängig von den Folieneigenschaften ist die Folie durch Hitzeeinwirkung verformbar.
Für die Möbelfolierung ergeben sich daraus unterschiedliche Verarbeitungsvarianten. Zum einen ermöglicht Hitze bei verformbarem Folienmaterial die Folie nahtlos über Ecken und Kanten zu ziehen. Für steife (nicht verformbare) Folien erfolgt ein Schnitt entlang der Ecke und wird entsprechend einer einfachen Falttechnik auf die Rückseite umgelegt. Abschließendes Erhitzen auf 100 Grad generiert einen neuen Urpunkt der Folie, so dass sich eine vorherige Verformung nicht mehr zurückzieht. Sind Rückzüge beim Erhitzen erkennbar müssen diese entfernt oder neu verklebt werden, da die Folie unter zu hoher Spannung steht und sich kurz nach dem Verkleben vom Untergrund ablöst.

## Weiterentwicklung
Zunehmende Weiterentwicklung der Folie zeigt einen Trend zur Papierfolie, die nur einen geringen Anteil an künstlichen Stoffen enthält und gleichzeitig die Widerstandsfähigkeit einer Kunststofffolie beibehält.